# Sherril Lynn Rettino
Sherril Lynn Rettino, född 13 januari 1956 i Kalifornien, död 3 juli 1995, var en amerikansk skådespelare.
Rettino medverkade i nästan alla 14 säsonger av tv-serien Dallas, först som Pamelas arbetskamrat, sedan som Cliff Barnes sekreterare Jackie Dugan. Hon var dotter till Leonard Katzman som var en av skaparna till Dallas.